# Маляриятерапия
Маляриятерапия — методика лечения посредством заражения малярией. Разработана Юлиусом Вагнер-Яуреггом, который в 1917 году впервые привил малярию больным, страдавшим  прогрессивным параличом. За разработку этой терапии Вагнер-Яурегг в 1927 году получил Нобелевскую премию по физиологии и медицине. Вагнер-Яурегг также применял маляриятерапию для лечении сифилиса, нейросифилиса, рассеянного склероза и шизофрении.
Маляриятерапия применялась до 1950-х годов.

## История
О том, что лихорадка может оказывать терапевтическое действие на душевнобольных, было известно с античных времен. Гиппократ упоминал, что малярийная инфекция может облегчать эпилепсию, а Гален сообщал о случае меланхолии, вылеченном в результате малярии. Сиденгам и Бургаве также знали о лечебном воздействии лихорадки на душевные болезни. Пинель описывал малярию как болезнь, вылечивающую сумасшествие. Брике сообщал о случаях, в которых истерия снималась после заражения туберкулёзом или холерой. О терапевтическом воздействии инфекционных заболеваний на душевнобольных сообщали Эскироль и Маудсли.